# Spalax arenarius
Spalax arenarius es una especie de roedor de la familia Spalacidae.

## Distribución geográfica
Es endémica de Ucrania.